# Stensan, Hälsingland
Stensan är en sjö i Hudiksvalls kommun i Hälsingland och ingår i Harmångersån-Delångersåns kustområde. Stensan ligger i Lövsalen Natura 2000-område. Sjöns area är 0,01 kvadratkilometer och den befinner sig 80 meter över havet.